# Guillem II de Borgonya
Guillem II de Borgonya dit l'Alemany (1075- 1125) fou comte de Borgonya, comte de Mâcon, fill únic del comte Renald II de Borgonya i nebot del papa Calixt II

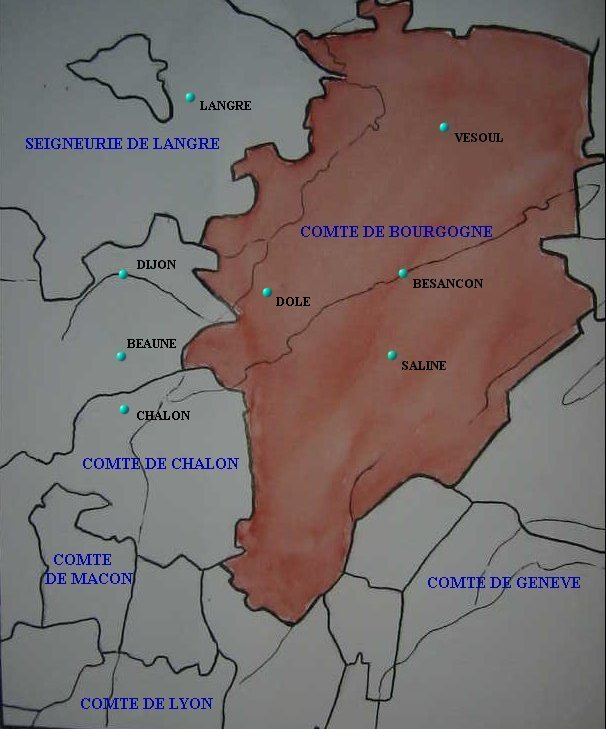
Comtat de Borgonya (aproximadament el modern Franc Comtat.

## Biografia
Nascut el 1061 era fill del comte Renald II de Borgonya i de la comtessa Regina d'Oltingen (filla del comte Conon d'Oltingen, a la regió de Basilea a la Suïssa alemanya)
El 1097 va morir el seu pare durant la primera croada (1096- 1099) a l'edat de 41 anys. Guillem el va succeir a l'edat de 36 anys conjuntament amb el seu oncle Esteve I de Borgonya
Va morir el 1125 a l'edat de 64 anys, víctima d'un complot dels seus barons. El seu fill i successor Guillem III de Borgonya dit l'Infant fou assassinat dos anys després i així l'altra comte, Renald III de Borgonya, fill d'Esteve I va esdevenir comte únic.